# Truncatella floridana
Truncatella floridana är en snäckart som beskrevs av Leslie Raymond Hubricht 1983. Truncatella floridana ingår i släktet Truncatella och familjen Truncatellidae. Inga underarter finns listade i Catalogue of Life.